# Ashbourne (Wielka Brytania)
Ashbourne – miasto i civil parish w Wielkiej Brytanii, w Anglii, w regionie East Midlands, w hrabstwie Derbyshire, w dystrykcie Derbyshire Dales. Leży 18,2 km od miasta Derby, 20,3 km od miasta Matlock i 201,4 km od Londynu. W 2001 roku miasto liczyło 5020 mieszkańców. W 2011 roku civil parish liczyła 8111 mieszkańców. Ashbourne jest wspomniana w Domesday Book (1086) jako Essburne.